# کازوفومی ساکایی
کازوفومی ساکایی (انگلیسی: Kazufumi Sakai؛ زادهٔ ۲ اکتبر ۱۹۴۷) بازیکن بسکتبال اهل ژاپن بود.